# Meunasah Punti
Meunasah Punti is een bestuurslaag in het regentschap Aceh Utara van de provincie Atjeh, Indonesië. Meunasah Punti telt 685 inwoners (volkstelling 2010).